# Provincia de Fianarantsoa
Fianarantsoa fue una antigua provincia de Madagascar con una superficie de 103.272 km². En julio de 2001 tenía una población de 3.366.291 habitantes.
Su capital era Fianarantsoa. La provincia de Fianarantsoa bordeaba las siguientes provincias:
- Provincia de Toamasina - norte
- Provincia de Antananarivo - noroeste
- Provincia de Toliara - oeste

## División administrativa
- 1. Ambalavao
- 2. Ambatofinandrahana
- 3. Ambohimahasoa
- 4. Ambositra
- 5. Befotaka
- 6. Fandriana
- 7. Farafangana
- 8. Fianarantsoa Rural
- 9. Fianarantsoa Urban
- 10. Iakora
- 11. Ifanadiana
- 12. Ihosy
- 13. Ikalamavony
- 14. Ikongo
- 15. Ivohibe
- 16. Manakara-Atsimo
- 17. Manampatrana
- 18. Manandriana
- 19. Mananjary
- 20. Midongy-Sud
- 21. Nosy Varika
- 22. Vaingaindrano
- 23. Vohipeno
- 24. Vondrozo

## Ciudades
- Alakamisy, Fianarantsoa
- Fanjakana

- Datos: Q841197
- Multimedia: Fianarantsoa / Q841197